# Michael Shapiro
Michael Shapiro (Springfield, Massachusetts, 1965. december 29.. –) amerikai színész, szinkronszínész. Barney Calhoun és G-Man hangja a következő játékokban:
- Half-Life
- Half-Life: Opposing Force
- Half-Life: Blue Shift
- Half-Life: Decay
- Half-Life 2
- Half-Life 2: Episode One
- Half-Life 2: Episode Two

„Mike Shapiro” néven a következő játékok stáblistáján szerepel:
- Blood 2: The Closen és a kiegészítői
- Torin’s Passage